# Блэр Ли, Элизабет
Элизабет Блэр Ли (англ. Elizabeth Blair Lee; 20 июня 1818, Кентукки, США — 13 сентября 1906) — американка, написавшая своему мужу, американскому контр-адмиралу Сэ́мюэлу Филипсу Ли (англ. Samuel Phillips Lee), сотни писем во время Гражданской войны в США, в которых описывала текущие события своего времени.

## Биография
Родилась 20 июня 1818 года в Кентукки в семье американского журналиста и политического деятеля Фрэнсиса Престона Блэра и его жены Элизы Вайолет Джист (англ. Eliza Violet Gist). Была единственной девочкой среди четверых детей.
В 1840 году Фрэнсис Престон Блэр c дочерью Элизабет обнаружил родник с выходами слюды на поверхность в современном Парке Акорн на пересечении Ньюэлл-стрит и Ист-вест-хайвей. Впоследствии он купил окрестные земли и построил летний дом, который назвал «Серебряный родник». Впоследствии название дома перешло на всю местность.
Вышла замуж за контр-адмирала Сэ́мюэла Филипса Ли, офицера ВМС США. В своих письмах к мужу, который, находясь в плавании, долгое время отсутствовал, командуя пароходом USS Philadelphia, описывают военную жизнь в домах в Вашингтоне,  и Силвер-Спринга.

## Семья
- Отец — Фрэнсис Престон Блэр (1791—1876) — американский журналист и политический деятель, основатель поселения Силвер-Спринг, ( Мэриленд,  США).
- Мать — Элиза Вайолет Джист.
- Братья:
  - Фрэнсис Престон Блэр младший (1821—1875) — американский военный деятель, генерал армии Союза в годы Гражданской войны в США.
  - Монтгомери Блэр[англ.] (1813—1883) — политик, адвокат.
- Джеймс Блэр
- Муж — Сэ́мюэл Филипс Ли[англ.] (1812—1897) — американский контр-адмирал[англ.].
- Дети — Фрэнсис Престон Блэр Ли[англ.] (1857—1944) — американский политик.